# Ludwik Fischer
Ludwik Fischer (ur. 22 maja 1916 w Zakopanem, zm. 19 lipca 1977 tamże) – polski nauczyciel, sportowiec, działacz narciarski, sędzia międzynarodowy.

## Życiorys

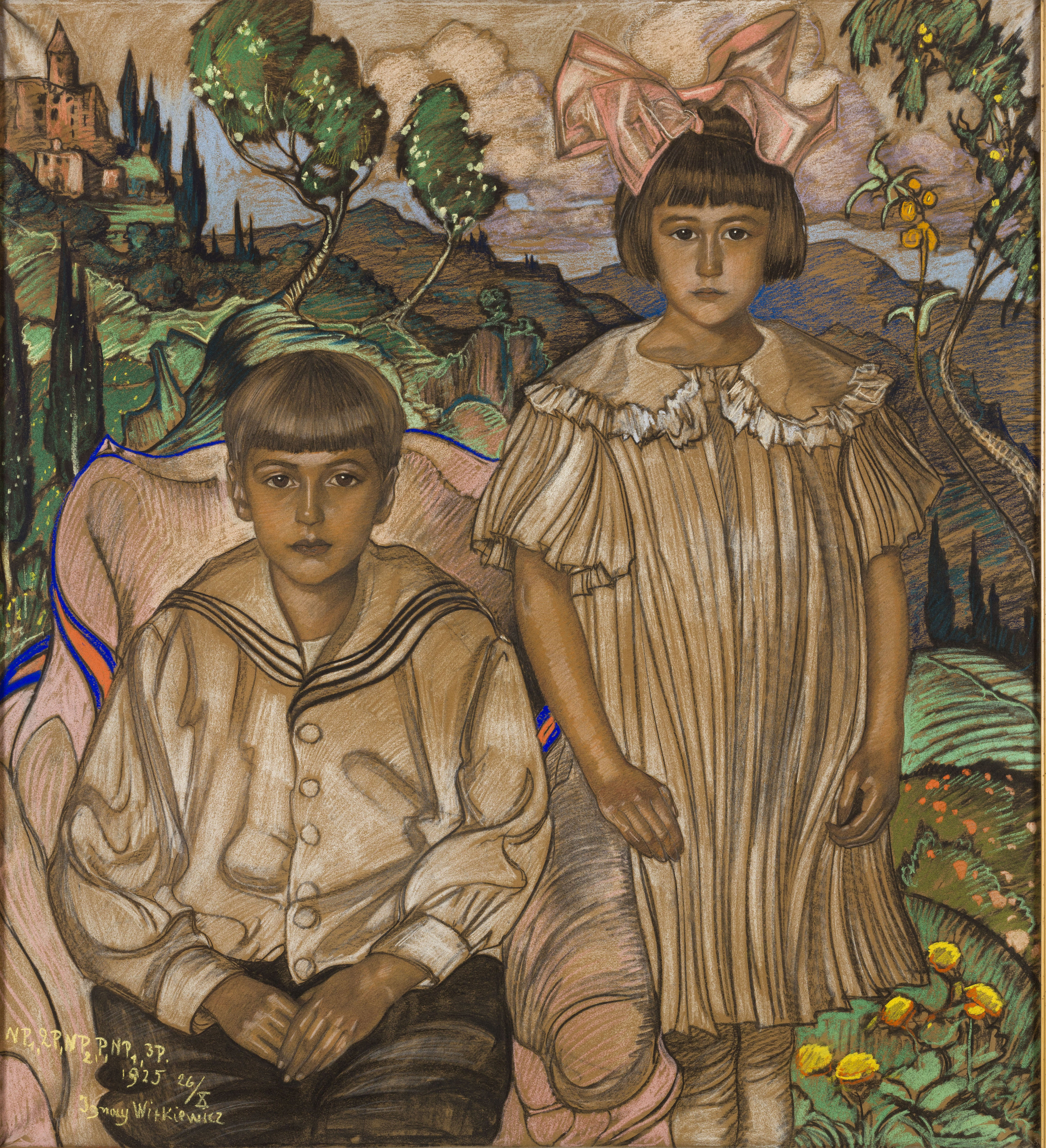
Witkacy - Portret Ludwika i Krystyny Fischerów (1925)

Urodził się w rodzinie Ludwika (1886–1965), lekarza, i Heleny (1890–1965) Fischerów. Miał młodszą o 3 lata siostrę Krystynę. W 1933 ukończył Państwowe Gimnazjum w Zakopanem (później pod nazwą LO im. Oswalda Balzera), należał do sekcji narciarskiej AZS Kraków (od 1935), był akademickim mistrzem Polski w zjeździe.
We wrześniu 1939 walczył w kampanii wrześniowej, wzięty do niewoli, uciekł i przedostał się do Zakopanego. Tu uczestniczył w tajnym nauczaniu oraz służył w Armii Krajowej, m.in. dowodził placówką-plutonem dywersyjnym, kryptonim „Żuraw", używał wówczas pseudonimu „Turnia".
Jesienią 1945 był jednym z organizatorów reaktywowanego Harcerskiego Klubu Sportowego-Harcerskiego Klubu Narciarskiego Zakopane i jego jedynym powojennym prezesem (do likwidacji klubu przez władze w 1949. W 1949 należał do założycieli AZS Zakopane, był jego pierwszym prezesem (1949–1950), następnie wiceprezesem (1950–1956) i ponownie prezesem (1956–1960 i 1963–1966). W latach 1949–1951 był członkiem zarządu Polskiego Związku Narciarskiego. Po reaktywacji związku w 1957 został jego wiceprezesem i kapitanem sportowym. Funkcję tę pełnił do 1962. Następnie był przewodniczącym komisji biegowej (1963–1966) i członkiem zarządu PZN (1967–1973) W latach 1969–1973 był wiceprezesem Krakowskiego Okręgowego Związku Narciarskiego, w latach 1960–1961 i 1964–1968 członkiem Zarządu Głównego AZS. W 1959 został członkiem komisji biegowej FIS i pełnił tę funkcję do połowy lat 70. W latach 1959–1969 przewodniczył Komisji Sportów Zimowych FISU. Wielokrotnie pracował jako sędzia na Zimowych Igrzyskach Olimpijskich i mistrzostwach świata w narciarstwie, był także kierownikiem polskich drużyn na zimowych Uniwersjadach. W 1962 należał do komitetu organizacyjnego Mistrzostw Świata w Narciarstwie Klasycznym w Zakopanem. W grudniu 1976 na IX Zjeździe AZS otrzymał godność Członka Honorowego AZS.
W 1977 opublikował razem z Józefem Kapeniakiem i Marianem Matzenaurem książkę Kronika śnieżnych tras.
Zmarł w Zakopanem, pochowany z rodzicami na Cmentarzu Zasłużonych na Pęksowym Brzyzku (sektor P-I-52).